# Nordea
Nordea Bank Abp,  comunemente denominata Nordea, è un gruppo di servizi finanziari che opera nel nord Europa con sede a Helsinki, in Finlandia.  Il nome è una fusione delle parole "Nordic" e "idea". La banca è il risultato delle successive fusioni e acquisizioni delle banche finlandese, svedese, danese e norvegese di Merita Bank, Nordbanken, Unidanmark e  Kreditkasse avvenute tra il 1997 e il 2001.  I paesi nordici sono considerati il mercato interno di Nordea, avendo finalizzato le vendite delle loro attività nel Baltico nel 2019. Nordea è quotata sulle borse nordiche Nasdaq di Helsinki, Copenaghen e Stoccolma, mentre Nordea ADR è quotata negli Stati Uniti.
Nordea serve 9,3 milioni di clienti privati e 530.000 aziende attive, tra cui 2.650 grandi aziende e istituzioni. Il portafoglio crediti di Nordea è distribuito tra Finlandia (21%), Danimarca (26%), Norvegia (21%) e Svezia (30%). Ci sono quattro aree di business (BA) presso Nordea: Personal Banking, Business Banking, Grandi aziende e istituzioni e Asset & Wealth Management. A dicembre 2021 il patrimonio gestito (AUM) ammontava a 411 miliardi di euro.

## Storia
Le radici di Nordea risalgono al 1820 e Sparekassen per Kjøbenhavn og Omegn in Danimarca, con un albero genealogico completo di circa 300 banche, comprese alcune delle banche più antiche della regione nordica. Ciò include la Wermlandsbanken della Svezia (fondata nel 1832), la Kreditkasse della Norvegia (fondata nel 1848) e la Union Bank of Finland (UBF) della Finlandia (fondata nel 1862). Tra il 1997 e il 2001, le banche finlandese, svedese, danese e norvegese di Merita Bank, Nordbanken, Unidanmark e Bank og Kreditkasse si sono fuse nell'attuale Nordea.
Nordea si è espansa in Polonia, Paesi Baltici e Russia all’inizio degli anni 2000, con il 2% dei ricavi totali dalla regione Polonia e Paesi Baltici.  Nordea ha ceduto le sue attività bancarie polacche nel 2013, con la vendita a PKO Bank Polski per 694 milioni di euro, ma mantiene una presenza in Polonia attraverso operazioni e unità IT a supporto delle banche nordiche.  Alla fine del 2014, i prestiti nei Paesi baltici ammontavano a 8,2 miliardi di euro e in Russia a 4,5 miliardi di euro. Nel periodo 2013-2017 l'esposizione al mercato russo è stata ridotta del 63%.  Nel 2016, Luminor Bank è stata costituita dalla fusione delle attività di Nordea e DNB in Estonia, Lettonia e Lituania, creando la terza più grande banca regionale baltica con un patrimonio di 15 miliardi di euro e una quota di mercato del 16,4%.  Luminor fu venduta a Blackstone Group, mentre Nordea e DNB mantennero inizialmente ciascuna una quota del 20%. Tuttavia, il disinvestimento totale è stato completato nel 2019.  L'uscita dai mercati russo, baltico e polacco rientrava nella strategia di riduzione del rischio di Nordea, che prevedeva anche la riduzione delle esposizioni ad alcuni settori (ad esempio, Shipping, Oil & Offshore e Agricoltura in Danimarca).   Nordea era una delle banche nordiche, tra cui Danske Bank, SEB e Swedbank, presumibilmente coinvolte nello scandalo del riciclaggio di denaro emerso nel 2017 e che ha coinvolto Stati ex sovietici.
Nordea ha annunciato l'intenzione di spostare la propria sede aziendale da Stoccolma, in Svezia, a Helsinki, in Finlandia, nel settembre 2017. La ri-domiciliazione di Nordea in Finlandia l'ha posta sotto la supervisione della Banca Centrale Europea e all'interno dell'unione bancaria dell'Unione europea.  Nell'ottobre 2018, Nordea ha completato il trasferimento della propria sede aziendale a Helsinki, in Finlandia.